# Siktlinjesindikator
- Övre vänster: Siktlinjesindikator i ett Saab 39 Gripen stridsflygplan.
- Övre höger: Siktlinjesindikatorn hos ett McDonnell Douglas F/A-18 Hornet jaktplan under en uppsatt kurvstrid. Notera hur fiendeflygplanet i siktlinjen har en låst målindikator på sig. Indikatorn visar "IN LAR", kort för "in launch acceptable region" (inom acceptabelt avfyrningsområde), vilket indikerar att målet ej är fientligt (vänligt/okänt) men ligger inom räckvidd för möjlig robotskjutning. Notera även att "gun" (kanonen) är överkryssad och ej tillgänglig.
- Undre vänster: Siktlinjesindikator i ett datorspel.
- Undre höger: Siktlinjesindikatorn i en BMW E60 personbil som visar att "Scheidtstraße" (skiljevägen) ligger 40 meter framåt åt vänster, samt att bilen går i 0 kilometer i timmen (parkerad).

Siktlinjesindikator, militärförkortning SI (engelska: Head-Up-Display, förtkortat HUD, ungefär "uppsiktsbildskärm"), avser inom optisk teknik: datoriserad optisk projektion av viktig data som "indikatorer i siktlinjen" på en genomskinlig skärm, exempelvis ett reflexsikte, vindruta eller visir, etc. Tekniken innebär att den som observerar skärmen kan se och ta del av den projicerande informationen i sitt synfält utan att behöva flytta blicken från vyn bortom skärmen.
Siktlinjesindikatorer har sitt ursprung inom vapenteknik och farkostteknik, och debuterade som funktion hos reflexsikten i nattjaktflygplan under andra världskriget. Den huvudsakliga skillnaden mot traditionella reflexsikten är att en siktlinjesindikator även kan visa rörlig grafik, då traditionellt i form av data för användaren. Idag används siktlinjesindikatorer även inom den civila marknaden och förekommer bland annat hos civilflygplan och personbilar, samt hos vissa fordonshjälmar, etc. En variant av tekniken har även blivit vanlig i datorspel, där viktig information visas som ett skikt av data mellan spelaren och själva spelplanen.

## Indikatorexempel
Exempel på data som visas av siktlinjesindikatorer kan vara:
| Hastighet - färdhastighet (ground speed, GS) - verklig kurshastighet (true airspeed, TAS) - avläst kurshastighet (indicated airspeed, IAS) Position - färdhöjd (altitud) - längdgrad (longitud) - breddgrad (latitud) - anfallsvinkel (angle of attack, AOA) Allmänt - bränslemängd - färdsträcka - vald funktion med mera | Måldata - målinmätning (target position estimation, TPE) - inmätt målavstånd (distance to target, DTT) - målföljare (target tracker, TGT) - målhastighet (target velocity') - närmandehastighet (closing velocity) - målidentifiering (target identification, TI) Vapendata - beräknad skottvinkel (trajectory) - beräknad träffspunk (computed impact point, CIP) - peksiktning (constantly computed impact point, CCIP) - framförhållningskorrektör (lead indicator) - kvarvarande ammunitionsmängd |

## HUD i bilar
Inom bilar används siktlinjesindikatorer främst för mörkerkörning. General Motors, och Nissan började erbjuda HUD i vissa bilmodeller 1988–1989, och 1998 års Corvette C5 var den första bilen med färgdisplay. 2003 blev BMW den första europeiska biltillverkaren att erbjuda HUD. HUD blir idag allt vanligare och numera finns detta även i vissa bilmodeller från Citroën, Saab, Honda, Toyota och Lexus. 
Information och annan information som kan visas via HUD kan vara följande:
- Hastighet
- Inställning av farthållare
- Navigation
- Grafiska symboler för att höja förarens uppmärksamhet

Det finns idag även portabla enheter som kan projicera information på fordonets vindruta, om funktionen ej finns inbyggd i bilen.

### Säkerhet
Tanken med siktlinjesindikatorer är bland annat att höja förarens uppmärksamhet genom olika indikationer antingen via text eller grafiska symboler. Exempelvis kan faror eller högsta tillåtna hastighet visas. Trots detta finns det en studie på att denna funktion i bilar kan vara distraherande för förare.